# Домусульманская Аравия
Домусульманская Аравия — период, охватывающий историю Аравийского полуострова до появления ислама и создания Арабского халифата в VII веке. В исламской теологии культура доисламского периода обозначается термином «джахилия».

## Каменный век, энеолит
Современная Аравия представляет собой засушливую пустыню, однако в доисторические времена регион представлял из себя зеленую саванну, где даже обитали слоны. Доашельская индустрия Хадрамаута многослойной пещерной стоянки Аль-Гуза в Йемене характеризуется инвентарём, характерным для олдувайских памятников. На основании геоморфологических, стратиграфических палеомагнитных данных из нижнего культуросодержащего горизонта Н можно сделать вывод, что заселение Южной Аравии человеком произошло ок. 1,65—1,35 млн лет назад. В эпоху раннего палеолита именно Аравия стала первым местом, откуда человечество начало шествие по планете. На стоянке Homo erectus Саффаках, находящейся в центре Саудовской Аравии, археологи нашли ок. 8 тыс. артефактов, в том числе огромное число орудий труда, изготовленных из андезита. В Саудовской Аравии в пустыне Нефуд рядом с высохшими ложами палеоозёр найдены 46 нижнепалеолитических археологических объектов, содержащих каменные орудия и кости животных. Находки каменных орудий на стоянке Халл-Амайшан 4 (Khall Amayshan 4) и в бассейне Джубба (Jubbah basins) свидетельствуют о том, что люди здесь жили примерно 400, 300, 200, 100 и 55 тыс. лет назад.
В среднем палеолите Аравийского полуострова ключевую роль играли индустрии афро-аравийского нубийского технокомплекса с характерными для нубийской леваллуазской технологии признаками. Её создателями были люди современного физического типа, мигрировавшие из Африки.
Данные люминесцентной хронологии указывают, что ранее Аравийский полуостров был относительно жарче, количество дождевых осадков было выше, благодаря чему он представлял собой покрытую растительностью и пригодную для обитания землю. В это время уровень Красного моря упал и ширина его южной части составляла всего 4 км. Это на короткое время создало для людей возможность форсирования Баб-эль-Мандебского пролива, через который они достигли Аравии и основали ряд первых стоянок на Ближнем Востоке — таких, как Джебель Файя. Ранние мигранты перешли на территорию современных Йемена и Омана и дальше через Аравийский полуостров. Между Красным морем и Джебель-Файя (ОАЭ) — расстояние в 2000 км, где ныне располагается непригодная к жизни пустыня, однако в эпоху окончания очередного ледникового периода Красное море было достаточно мелким, чтобы пересечь его вброд или на небольшом плоту, а Аравийский полуостров представлял собой не пустыню, а покрытую зеленью местность.
Отпечатки следов людей ихновида Hominipes modernus, слонов и хищников возрастом 120 000 лет нашли вокруг высохшего палеоозера Алатар на окраине Табука на северо-западе Саудовской Аравии. Высчитав по отпечаткам рост и вес людей, оставивших отпечатки, исследователи пришли к выводу, что люди из Алатара были похожи на пре-сапиенсов из группы Схул и Кафзех.
Вторая фаланга среднего пальца руки человека возрастом 90 тыс. лет была обнаружена в местонахождении Таас-эль-Гадха (Taas al-Ghadha) недалеко от оазиса Тайма или Тема на северо-западе Саудовской Аравии. Трёхмерное сканирование подтвердило анатомическое соответствие пальца из пустыни Нефуд современному человеку, а не какому-либо другому гоминиду.
С концом ледникового периода в Европе климат стал более жарким и засушливым и Аравия превратилась в пустыню, плохо приспособленную для жизни человека.
На местонахождении аль-Макар (al-Maqar или al‑Magar) в мухафазе Таслис (Tathlīth) провинции Асир на поверхности обнаружены скульптуры-статуи животных (среди которых собака, страус, сокол), каменные орудия, наконечники стрел, скребки, наконечники копья. Четыре сожжённых кости неизвестного происхождения были датированы радиоуглеродным методом 7300—6640 годами до нашей эры. В аль-Макар присутствие человека подтверждается от среднего палеолита до протоисторического периода.  Фрагмент скульптуры неизвестного животного длиной 86 см Дэвид Энтони считает изображением дикого осла (Equus africanus), а не лошади.
В регионе Аль-Ула на вулканическом нагорье Харрат-Увайрида (местонахождение IDIHA-0001825) в монументальных гробнице, в которой погребения проводились не менее 600 лет в эпоху неолита-энеолита, нашли кости 11 человек — шести взрослых, подростка и четырёх детей. Также там нашли 26 фрагментов костей одной домашней собаки с признаками артрита возрастом 4200 — 4000 лет до н. э. Наскальные изображения, найденные в этом регионе, указывают на то, что жители неолита использовали собак при охоте на горных козлов и других животных.

## Расселение семитов
Некоторые авторы полагают, что Аравия была отечеством древних семитов, одной из ветвей которых были арабы. Другие считают, что семиты в V тысячелетии до н. э. мигрировали из африканского региона Сахары. Библейские легенды повествуют о родстве евреев и арабов, у которых был общий предок Авраам. В любом случае они уже на рубеже IV—III тысячелетий до н. э. обосновались в Аравии. Древние кочевники-арабы поклонялись богине Аллат, чтили звёзды и верили в талисманы.

## Древняя Аравия

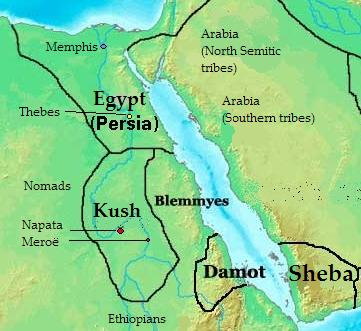
Сабейское царство (Sheba) в V веке до н. э.

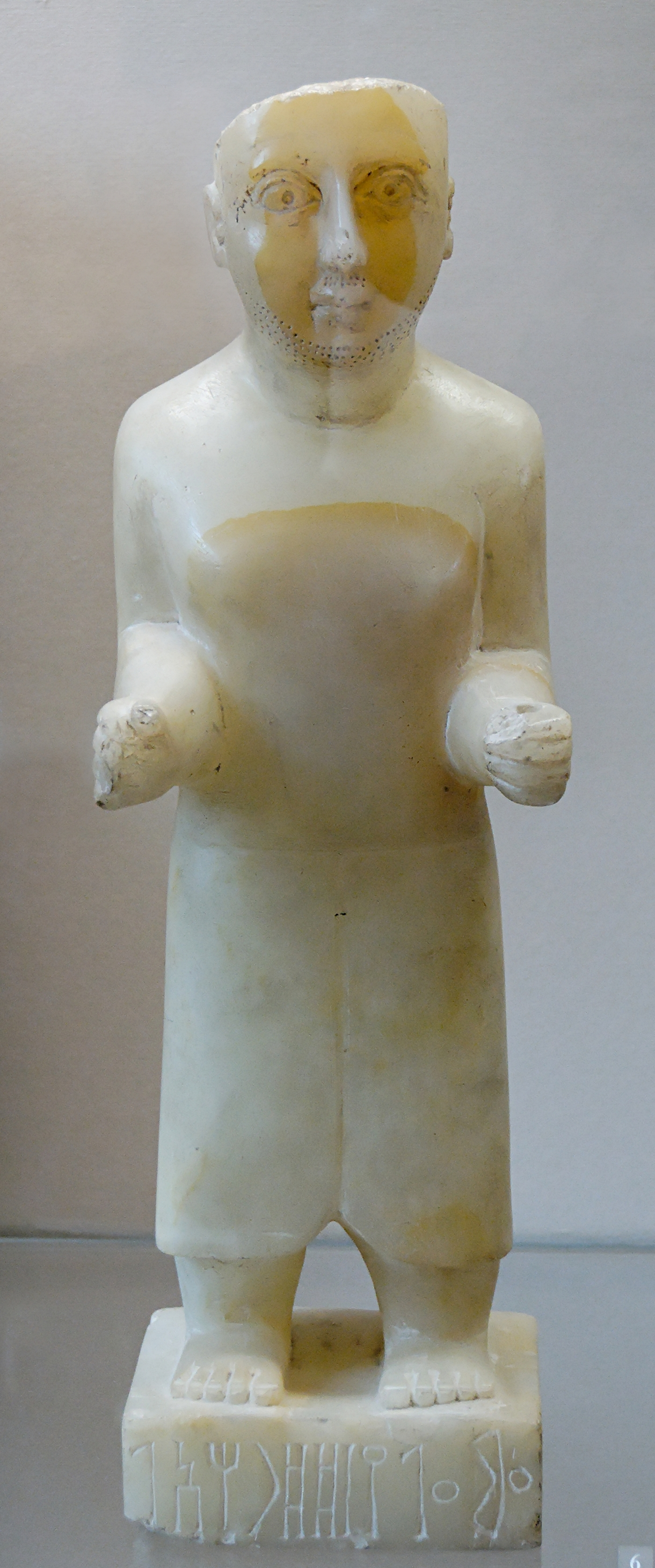
Погребальная статуя I века до н. э. с надписью южноаравийским письмом

В V тыс. до н.э. в Аравии появляются первые признаки производящего хозяйства, основы которого были привнесены из Южной Месопотамии. Древнейеменские или южноарабские земледельцы имели семитское происхождение и выращивали ячмень, пшеницу, коров и свиней. 
В конце III - II тыс. до н.э. в Аравии происходит одомашнивание верблюда. Во II тысячелетии до н. э. арабские племена заняли весь Аравийский полуостров, при этом арабы ассимилировали негроидное население южной части полуострова. В Йемене строится город Мариб.
В середине II тысячелетия до н. э. из южноарабской языковой и племенной общности началось выделение крупных племенных союзов: маинейского, катабанского, сабейского. Племена управлялись вождями — кабирами, во главе союзов племен со временем стали мукаррибы, совмещавшие в себе жреческие и церемониальные функции. Во время военных походов они приобретали титул малик (царь). На основе союза племен начали формироваться царства. В XIV веке до н. э. сформировалось царство Маин, от которого через западную Аравию к Египту и Ханаану протянулся Путь благовоний. На этом пути маинцы построили перевалочные пункты Мекку и Медину. Южным конкурентом Маина стало Сабейское царство, известно благодаря упомянутой в Ветхом Завете Царице Савской, современнице Соломона. Южноаравийская письменность, принятая в Маинском и Сабейском царстве c IX века до н. э., развилась на основе хананейского письма, что указывает на связи Йемена с древней Палестиной, закрепленную в библейской легенде о происхождении прародителя арабов Измаила от Авраама. Через гавани южной Аравии проходят морские караванные пути из Средиземноморских стран в Индию (Офир).
Сабейское царство благотворно влияло на прогресс в сопредельных регионах Африки. В VIII веке до н. э. на эфиопские земли прибыла крупная сабейская колония, стремительно отделившаяся от своей аравийской метрополии. С прибытием сабеев связана известная эфиопская легенда о «Соломоновой династии», представителями которой якобы являлись эфиопские цари. Согласно легенде, все они были потомками древнеизраильского царя Соломона и библейской царицы Савской, то есть, правительницы Сабейского царства. Эфиопы традиционно называли царицу Савскую эфиопской Македой или Билкис. Переселение аравийцев на плато Тигре привело к распространению в Эфиопии не только семитских языков, но и многочисленных навыков: каменного строительства методом сухой кладки и резьбы по камню, расписной керамики и ещё некоторых достижений цивилизации. Смешавшись с кушитами, обитавшими в регионе Тигре, аравийские переселенцы образовали агази — древнеэфиопскую народность, по имени которого современная территория Тигре стала известна как «страна Агази», а древнеэфиопский язык — как геэз.
В VI—IV веках до н. э. арабы выступали союзниками державы Ахеменидов. В созданной при царе Дарии I Бехистунской надписи Аравия упоминается среди других персидских сатрапий.

## Античная Аравия
Во II веке до н. э. на северо-западе Аравии образовалось Набатейское царство со столицей в Петре, в котором арабы вытеснили древних идумеев. Помимо территории Иордании набатеи контролировали запад современной Саудовской Аравии (Мадаин-Салих), а также имели свои форпосты на Синае (Дахаб) и в южной Сирии (Эс-Сувейда). Набатейцы пользовались набатейским письмом, которое послужило основой для арабского алфавита. Спустя триста лет римляне захватили Набатейское царство и включили его в состав своей провинции Каменистая Аравия.
Синхронно набатейскому царству на юго-западе Аравии появляется Химьяр, пришедший на смену Сабейскому царству в 115 году до н. э.. Столицей Химьяра стал Зафар. Со временем (при Зу-Нувасе) в нём сильные позиции занял иудаизм.
В 26 году до н. э. Гай Элий Галл по приказу Августа отправился в военную экспедицию в Аравию, которая завершилась поражением римских войск.
В IV и VI веках эфиопское войско дважды разорило юго-западную Аравию. После второго похода эфиопский гарнизон во главе с эфиопским наместником Абрахой поднял мятеж и образовал самостоятельное провизантийское государство Химьяр с центром в Сане, которая стала центром распространения христианства в южной Аравии. По легенде в 570 году Абраха направил карательную экспедицию в тогда ещё языческую Мекку, которая закончилась провалом (Год Слона).

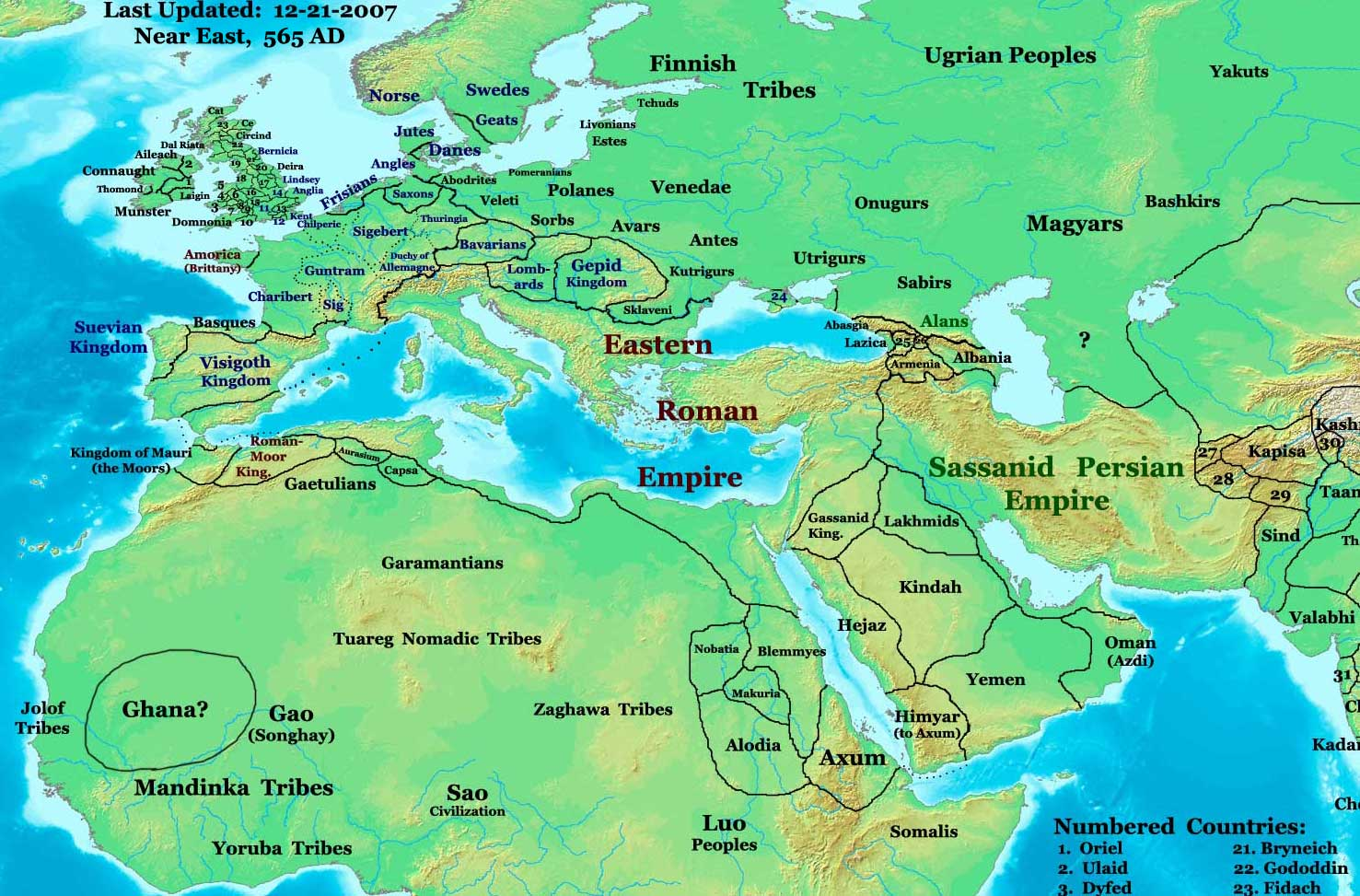
Аравия в VI веке

## Ирано-византийское пограничье
Экспансия Химьяра в центральную Аравию привела к появлению Кинда. Политически ориентированные на Византию киндиты столкнулись с «персидскими арабами» под предводительством Лахмидов, кочевавших в низовьях Евфрата. По территории Аравии прошёл цивилизационный разлом между христианской Византией и зороастрийской Персией, в зоне которого полыхала ожесточенная межплеменная война. В VI веке на смену ослабевшим киндитам византийскую политику стали проводить Гассаниды, которые также потерпели поражение и к концу VI века Аравия была превращена в персидскую окраину.